# Arghin
Arghin fou una de les cinc tribus o clans principals dels tàtars del Kanat de Crimea. Els arghins no es casaven amb la família del kan (Giray) i estaven assentats entre Ak Mejid i Kara-Su.